# Orzesze
Orzesze ( [ɔˈʐɛʂɛ]IPA, česky též Ořeší, slezsky Ôrzesze / Uorzesze, německy Orzesche) je město v jižním Polsku ve Slezském vojvodství v okrese Mikulov v městské gmině Orzesze. Leží na historickém území Horního Slezska na jižním okraji katovické konurbace. V prosinci 2023 zde žilo 21 986 obyvatel.

## Historie
Obec vznikla ve 14. století během velké kolonizace. Patřila Pštinskému panství a spolu s ním byla součástí Koruny království českého a Habsburské monarchie do roku 1742, kdy po slezských válkách připadla Prusku. K polskému státu patří od rozdělení regionu v roce 1922. Průmyslový rozvoj původně zemědělské vesnice souvisel především s výrobou skla. První sklárna zde byla založena v roce 1719 a je od ní odvozen název čtvrti Stara Szklarnia (Stará Sklárna). V současnosti je největším průmyslovým podnikem v Orzeszi závod CP Glass, jehož historie sahá do roku 1875.
Orzesze získalo status města v roce 1962. Tehdy zahrnovalo kromě původní vesnice osady Zawada (Zawada) a Jaśkowice (Jaschkowitz). Při správní reformě v roce 1975 několikanásobně zvětšilo svoji rozlohu, a to připojením obcí Królówka (Kralowka), Mościska (Moscisk), Woszczyce (Woschczytz), Zawiść (Zawisc), Zazdrość (Zasdrose) a Zgoń (Zgoin).

## Památky
- Kostel sv. Vavřince, z roku 1590 na stejnojmenném kopci tyčícím se západně od centra města
- Kostel sv. Petra a Pavla, z let 1878-1880
- Kostel sv. Ducha
- Kostel Nanebevzetí Panny Marie, z let 1926–1930

## Doprava
V minulosti se jednalo o významný železniční uzel. Protínaly se zde trati ve čtyřech směrech: na sever do Katovic, na jih do Żor, na západ do Rybniku a na východ do Tych. Nyní jezdí osobní vlaky Slezských drah (Koleje Śląskie) pouze směrem na Katovice a Rybnik (včetně vlaků do Bohumína). Trať do Tych slouží jen nákladní dopravě a příležitostně dálkovým rychlíkům, zatímco trať do Žárova byla v roce 2002 rozebrána.